# Apple Venus Volume 1
Apple Venus Volume 1 (1999) è l'undicesimo (o tredicesimo se vengono contati i due LP incisi dal gruppo con il nome di The Dukes of Stratosphear) album degli XTC.

## Il disco
Undicesimo disco della band di Swindon, pubblicato il 17 febbraio 1999, raggiunge il 42º posto nelle classifiche inglesi.

## Formazione
- Andy Partridge - voce e chitarra
- Colin Moulding - voce e basso

### Altri musicisti
- Dave Gregory - chitarra, pianoforte, tastiere, tastiere programmabili e cori
- Prairie Prince - batteria e percussioni
- Guy Barker - ottoni, e assolo di tromba in The Last Balloon
- Steve Sidwell - tromba, assolo in Easter Theatre
- Nick Davis - tastiere
- Haydn Bendall - tastiere
- Mike Batt – arrangiamenti orchestrali per Greenman e I Can't Own Her
- The London Sessions Orchestra – condotta da Gavin Wright

## Tracce
Lato A
1. River of Orchids (Andy Partridge) – 5:53
2. I'd Like That (Partridge) – 3:50
3. Easter Theatre (Partridge) – 4:37
4. Knights in Shining Karma (Partridge) – 3:39
5. Frivolous Tonight (Colin Moulding) – 3:10

Lato B
1. Greenman (Partridge) – 6:17
2. Your Dictionary (Partridge) – 3:14
3. Fruit Nut (Moulding) – 3:01
4. I Can't Own Her (Partridge) – 5:26
5. Harvest Festival (Partridge) – 4:15
6. The Last Balloon (Partridge) – 6:40